# Diego Hartfield
Diego Gabriel Hartfield (Oberá, Misiones; 31 de enero de 1981) es un ex tenista argentino y actualmente agente de bolsa.

## Biografía
De chico, era muy activo su segundo hogar era el Oberá Tenis Club donde además de jugar al tenis también hacia otros deportes como basketball y natación.
A los 14 años decidió junto a sus padres empezar a entrenar a Posadas, la capital de Misiones, a unos 100 km de la ciudad natal donde había otros jugadores y más oportunidades de entrenar.
Por la mañana asistía al colegio y pasado el mediodía se tomaba un colectivo de aproximadamente 2 horas. El cual lo llevaba hasta Posadas, luego volvía por la noche. Muchas veces su padre la retiro antes del colegio para llevarlo en auto a entrenar más tiempo. Esto le hizo durante 2 años.

### Adolescencia
Dieciséis años tenía cuando decidió irse a vivir en Buenos Aires donde consiguió una beca para vivir en el CENARD (Centro Nacional de Alto Rendimiento Deportivo) donde vivió 2 años compartiendo habitaciones con otros deportistas, dejando su vida familiar para dedicarse al tenis por completo.
Luego comenzaron sus primeros viajes por el exterior haciendo su primera gira Futures en Bolivia donde no pudo pasar la clasificación en ningún torneo.

### Profesional
A los 21 viajó por primera vez a Europa en marzo del 2002 donde fue con 500 dólares con la necesidad de quedarse hasta el mes de julio donde jugaría Interclubes en Alemania, la mayoría del tiempo se lo pasó jugando torneos en Italia y durmiendo muchas veces en casas de familia. 
Su ranking siempre ha ido año tras año creciendo lentamente, en el 2006 ganó su primer título Challenger en Atlanta (Estados Unidos) semanas después se clasificó en Roland Garros donde perdió en primera ronda al enfrentar al número 1 del mundo, Roger Federer en un gran partido 7/5, 7/6,6/2, ese fue su debut como profesional en la ATP en el estadio central de París.
Su mayor sueño ha sido poder jugar la Copa Davis para Argentina, sueño que lo recuerda siempre y en sus momentos difíciles lo ayudó a seguir luchando cuando las cosas no salían como él quería.
En 2006, viajó por el circuito mayor del tenis con su entrenador Oscar Rodríguez con quien trabaja desde el año 2003, quien junto a Hernán Suárez, su preparador físico Daniel Nizzero y su psicológico Iván Tscherkaski lo ayudaron a desarrollarse como tenista.
En 2010 se retiró del tenis profesional.
En el 2011, apénalas retirado, comenzó a trabajar como comentarista de tenis en la cadena DIRECTV Sports, trabajo que mantuvo hasta principios del año 2020. 
Actualmente es Agente Productor de bolsa y socio director de Net Finance, una empresa dedicada a todo tipo de soluciones financieras.

## Torneos ATP (0)

### Individuales (0)

#### Clasificación en torneos del Grand Slam
| Torneo               | 2008 | 2007 | 2006 | Títulos |
| -------------------- | ---- | ---- | ---- | ------- |
| Abierto de Australia | 1r   | -    | -    | 0       |
| Roland Garros        | -    | 2r   | 1r   | 0       |
| Wimbledon            | -    | 1r   | -    | 0       |
| US Open              | -    | 1r   | -    | 0       |
| Tennis Masters Cup   | -    | -    | -    | 0       |

## Torneos Challengers (5; 3+2)

### Individuales (3)

#### Títulos
| N.º | Fecha                 | Torneo         | Superficie    | Oponente en la final | Resultado |
| --- | --------------------- | -------------- | ------------- | -------------------- | --------- |
| 1.  | 1 de mayo de 2006     | Atlanta        | Tierra batida | Frank Dancevic       | 7-5 6-0   |
| 2.  | 8 de mayo de 2006     | Túnica Resorts | Tierra batida | Mardy Fish           | 6-4 6-4   |
| 3.  | 16 de octubre de 2006 | Bogotá         | Tierra batida | Daniel Koellerer     | 6-3 7-5   |

#### Finalista (4)
| N.º | Fecha                   | Torneo       | Superficie    | Oponente en la final | Resultado     |
| --- | ----------------------- | ------------ | ------------- | -------------------- | ------------- |
| 1.  | 21 de noviembre de 2005 | Buenos Aires | Tierra batida | Carlos Berlocq       | 5-7 6-3 4-6   |
| 2.  | 21 de noviembre de 2007 | São Paulo    | Dura          | Guillermo Cañas      | 6-3, 6-4      |
| 3.  | 9 de junio de 2008      | Milán        | Tierra batida | Teimuraz Gabashvili  | 4-6, 6-4, 4-6 |
| 4.  | 7 de julio de 2008      | Scheveningen | Tierra batida | Jesse Huta Galung    | 3-6, 4-6      |

### Dobles (2)

#### Títulos
| N.º | Fecha               | Torneo  | Superficie    | Pareja         | Oponentes en la final       | Resultado    |
| --- | ------------------- | ------- | ------------- | -------------- | --------------------------- | ------------ |
| 1.  | 12 de marzo de 2007 | Bogotá  | Tierra batida | Martín García  | Frederico Gil Dick Norman   | 6-4 3-6 10-5 |
| 2.  | 18 de mayo de 2008  | Burdeos | Tierra batida | Sergio Roitman | Tomasz Bednarek Dušan Vemić | 6-4 6-4      |

#### Finalista (2)
| N.º | Fecha                  | Torneo     | Superficie | Pareja            | Oponentes en la final          | Resultado  |
| --- | ---------------------- | ---------- | ---------- | ----------------- | ------------------------------ | ---------- |
| 1.  | 7 de noviembre de 2005 | Nashville  | Dura       | Santiago González | Ilija Bozoljac Brian Wilson    | 6-7(6) 4-6 |
| 2.  | 15 de octubre de 2007  | Andrézieux | Dura       | José Acasuso      | Martín García Sebastián Prieto | 3-6 1-6    |